# Dendrobium wattii
Dendrobium wattii är en orkidéart som först beskrevs av Joseph Dalton Hooker, och fick sitt nu gällande namn av Heinrich Gustav Reichenbach. Dendrobium wattii ingår i släktet Dendrobium, och familjen orkidéer. Inga underarter finns listade i Catalogue of Life.

## Bildgalleri

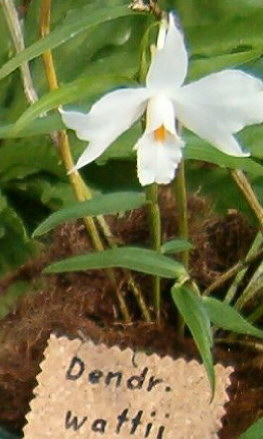
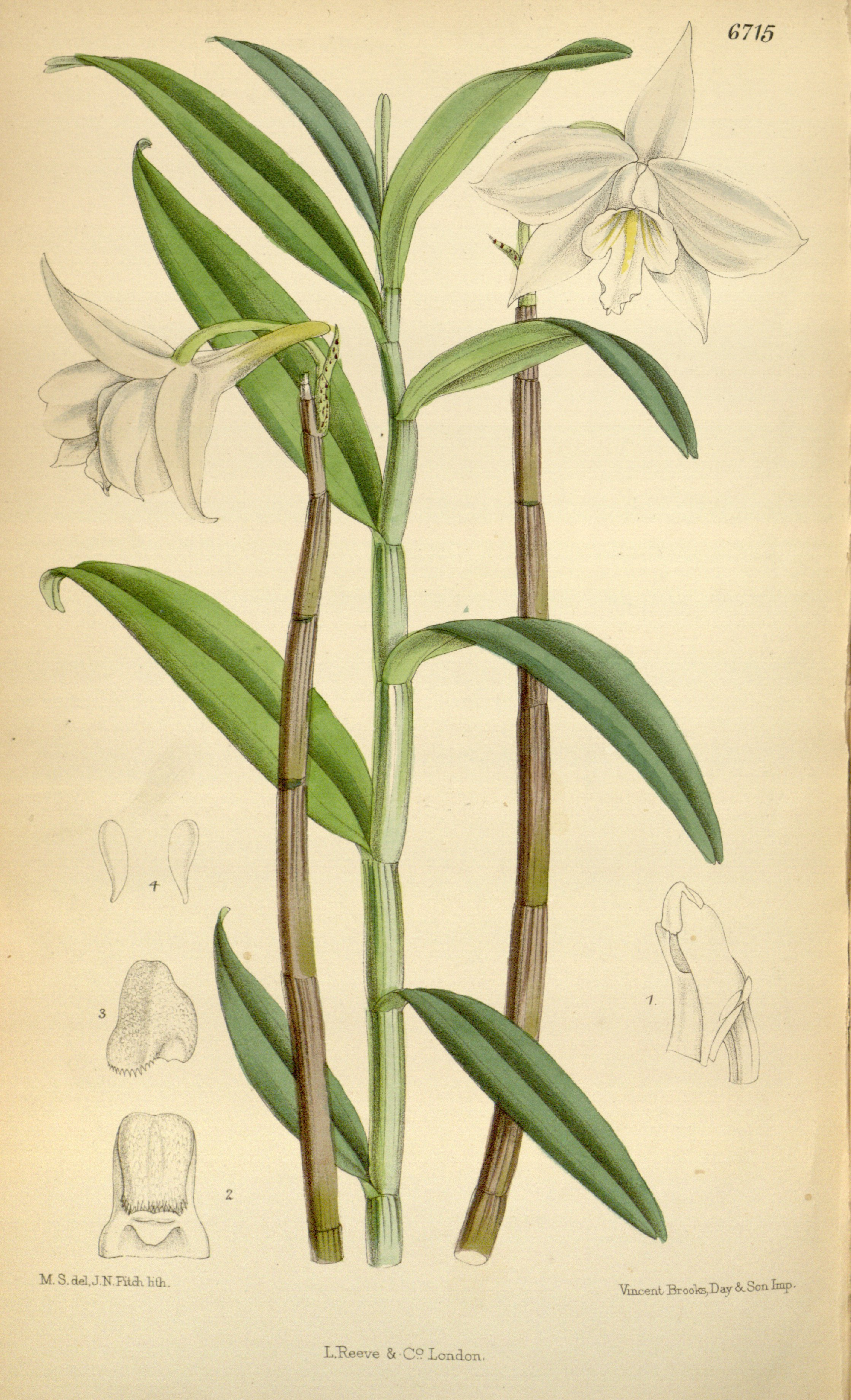